# 洞光寺 (松本市)
洞光寺（とうこうじ）は 長野県松本市刈谷原町（旧四賀村）に在る高野山真言宗の寺院。山号は性徳山。本尊は大日如来。定額寺の錦織寺に比定される。

## 歴史
淳和天皇の天長年間（824年 – 833年）に弘法大師が開基し、自作の薬師如来を本尊として安置したとの伝えがあるが詳細は不明。現薬師堂の横には、弘法大師が袈裟を掛けたとされる松がある。
天文22年（1553年）上田原の戦いの際、鷹住根城落城と共に武田軍の兵火にあい、講堂、庫裏等を焼失する。わずかに本堂（現薬師堂）を残すのみとなった。天正5年（1577年）憲勤により再建。憲勤は中興第一世となる。以来、高野山金剛三昧院の末寺であったが、現在は金剛峯寺を本山とする高野山真言宗の寺である。
現薬師堂は江戸末期に建てられたものである。

## 文化財
- 絹本著色真言八祖像（県宝） 応永13年（1406年）長賢作

## 参考資料
- 『探訪 信州の古寺 天台宗・真言宗』1996年 郷土出版社
- 四賀村の社寺文化財誌